# Marcial Maciel
Marcial Maciel Degollado (Cotija, Michoacán, México, 10 de marzo de 1920-Jacksonville, Estados Unidos, 30 de enero de 2008) fue un sacerdote mexicano, fundador de la asociación seglar Regnum Christi y de la congregación católica legionarios de Cristo.
Acusado formalmente de cometer abusos sexuales por varios miembros de la congregación y estudiantes de los establecimientos de los legionarios a partir de 1997, y existe constancia de acusaciones en su contra por víctimas desde los años 1940, según declara el diario español El País.
En 2006, como resultado de un proceso canónico interrumpido, la Santa Sede indicó el retiro de Maciel del ministerio sacerdotal. En 2009 saltó a la luz la noticia de que Maciel era padre de una joven española. A través de un comunicado en 2019, la Legión de Cristo reconoció las acusaciones de abuso sexual de al menos 60 menores por parte de su fundador.

## Biografía

### Primeros años
Marcial Maciel Degollado era el cuarto de los once hijos de Francisco Maciel y Maura Degollado Guízar, hermana del general cristero Jesús Degollado Guízar. Los alzamientos cristeros llegaron a Cotija en 1927, cuando él tenía siete años. Su familia se trasladó a Zamora (Michoacán), donde recibió su primera comunión.
En 1936, con quince años de edad, se trasladó a la Ciudad de México para empezar su formación sacerdotal en el seminario dirigido por su tío abuelo Rafael Guízar y Valencia, obispo de Veracruz.

### Los Legionarios de Cristo

#### Primeros años
En Veracruz, el 3 de enero de 1941, Maciel —con casi 21 años de edad— fundó los Misioneros del Sagrado Corazón y la Virgen de los Dolores, congregación que pasaría a denominarse Legión de Cristo, y diez años después (en 1951) el movimiento de apostolado Regnum Christi.
Recibió el orden sacerdotal el 26 de noviembre de 1944 en la Basílica de Nuestra Señora de Guadalupe, México. Dos años más tarde se trasladó a España con el primer grupo de jóvenes que cursarían sus estudios humanísticos en la Universidad Pontificia de Comillas, de donde serían expulsados.

#### La expansión de la legión
Cuando Maciel visitó al papa Pío XII en 1946, este acogió con especial interés su proyecto apostólico y educativo, y bendijo la nueva congregación. Cuatro años más tarde, Maciel instauró el Centro de Estudios Superiores de la Legión de Cristo en Roma. Fue Pablo VI quien en 1965 concedió a la congregación de los Legionarios de Cristo el «Decreto de Alabanza», por el que la congregación fue plenamente reconocida en el derecho universal de la Iglesia católica.

#### Durante el pontificado de Juan Pablo II
Maciel acompañó a Juan Pablo II en los viajes que este realizó a México en 1979, 1990 y 1993. Durante el pontificado de Juan Pablo II, Maciel fue parte de varios grupos de trabajo eclesial, entre ellos, la Asamblea Ordinaria del Sínodo de los Obispos sobre la formación de los candidatos al sacerdocio en las circunstancias actuales (1991), la Comisión Interdicasterial para la Justa Distribución del Clero (1991), la IV Conferencia General del Episcopado Latinoamericano (1992), el Sínodo de los Obispos sobre la Vida Consagrada y su Misión en la Iglesia y en el Mundo (1993). Fue consultor permanente de la Congregación para el Clero (1994) y miembro de la Asamblea Especial para América del Sínodo de los Obispos (1997).
El 3 de enero de 1991, la Legión de Cristo y el movimiento laico Regnum Christi celebraron 50 años de existencia. Ese día el papa Juan Pablo II ordenó 60 nuevos sacerdotes legionarios en la Basílica de San Pedro. La Legión de Cristo inició en noviembre de 1992 su segundo Capítulo General Ordinario. Dos días después, tanto los Legionarios como los miembros del Movimiento Regnum Christi recibieron el anuncio oficial de la reelección de Marcial Maciel como superior general de la Congregación y del Movimiento Regnum Christi. El 18 de diciembre, una vez concluido el capítulo, Juan Pablo II recibió en audiencia a los padres capitulares.
El 26 de noviembre de 1994, Maciel celebró sus cincuenta años sacerdotales. Con motivo de este aniversario, el papa Juan Pablo II le envió una carta de felicitación que se leyó durante la acción de gracias de la celebración eucarística; diez años después recibió una carta similar.

### Sus últimos años
En el último capítulo general celebrado en Roma en enero de 2005, Maciel renunció a la reelección de los padres capitulares, dejando la dirección general de la Legión y del Movimiento Regnum Christi a su sucesor, Álvaro Corcuera, y poder así acompañarlo en sus primeros pasos.
El 19 de mayo de 2006, la Santa Sede confirmó que el papa Benedicto XVI había ordenado al padre Maciel que se abstuviera de ejercer su ministerio públicamente para llevar «una vida de oración y penitencia». De esta manera le prohibió el ejercicio del sacerdocio por haber sido acusado de abuso sexual contra seminaristas.
Maciel falleció el 30 de enero de 2008 a los 87 años de edad, en medio de acusaciones de abuso sexual.

## Controversias
En vida y después de la muerte de Maciel se han hecho públicos algunos detalles sobre su vida privada; en los casos más graves se trata de delitos como el abuso sexual contra menores de edad o el fraude y la extorsión. A pesar de la existencia de rumores y documentos que testimonian dichos abusos desde mediados de los años cincuenta, hasta los últimos años de su vida no se divulgaron, fueron ocultados por la jerarquía católica y, en última instancia, por las congregaciones que fundó.

### Abuso sexual
En 1997, a través de una carta abierta al papa Juan Pablo II, ocho exmiembros de la Legión de Cristo acusaron a Maciel de haber abusado sexualmente de ellos y de que ni la congregación ni otros miembros de la jerarquía católica les habían atendido hasta el momento.

Maciel argumentaba que padecía de una extraña enfermedad que los niños podían ayudar a aliviar; que se necesitaba una muestra de semen para un examen y un «ayudante» para extraérselo. Argumentos increíbles y ridículos para un adulto pensante, pero que fácilmente enganchan a un niño o a un adolescente que confía en el padre y le confiere autoridad moral, que incluso incluye hasta el poder pedirle que haga cosas que él no entiende o no le parece que sean buenas; que confía en que si el padre las dice, es que deben ser buenas. Este es exactamente el tipo de confianza que deposita un hijo en su padre natural, quien le da indicaciones de hacer cosas «por su propio bien», aunque «ahora no entiende, pero ya entenderá», etcétera.
María Paloma Escalante (antropóloga)

Como consecuencia de estas acusaciones, Maciel dejó la dirección de la Legión de Cristo en 2004. Tiempo después Joseph Ratzinger —prefecto de la Congregación para la Doctrina de la Fe— permitió continuar la investigación canónica contra él por acusaciones de abuso sexual contra niños, así como hacia sus compañeros. En 2005, Ratzinger encargó a Charles Scicluna, entonces promotor de justicia de la Congregación para la Doctrina de la Fe, que recogiera los testimonios de abuso sexual cometidos por Maciel. En 2006, cuando Ratzinger ya era papa, anunció el cierre de la investigación sobre Maciel debido a su avanzada edad y quebrantada salud, ordenándole el retiro del sacerdocio público para consagrarse a una vida de «oración y penitencia».
El comunicado de la Santa Sede agregaba que la decisión se emitió con la aprobación del Papa Benedicto XVI, «después de estudiar cuidadosamente los resultados de una investigación» del departamento doctrinal de la Santa Sede. Señaló que Maciel había sido «invitado» a retirarse a «una vida reservada de oración y penitencia y a no cumplir con su ministerio público».
La Santa Sede no dio detalles de las limitaciones en su comunicado, pero el semanario dijo que la orden afectaba a la actividad pública de Maciel, incluida su capacidad para celebrar misas públicas o dar conferencias, presentaciones públicas o entrevistas. La oficina de prensa de la Santa Sede confirmó la noticia al día siguiente.
Jason Berry, uno de los dos periodistas del National Catholic Reporter que dieron a conocer el caso Maciel en los noventa, publicó el 2 de junio de 2006 cómo los miembros de la Legión de Cristo aún trataban de resistirse al castigo de la Santa Sede contra Marcial Maciel. La postura inicial de la congregación religiosa en aquel entonces fue expuesta en el comunicado «La Legión de Cristo y el Movimiento Regnum Christi, ante los escollos, renuevan su compromiso de servir a la Iglesia» en donde hacen del conocimiento público que Maciel acepta la resolución «con fe, con total serenidad y con tranquilidad de conciencia, sabiendo que se trata de una nueva cruz», y que al mismo tiempo la congregación aceptaba la invitación de la Santa Sede y reafirmaba su compromiso de fidelidad al Papa y servicio a la Iglesia.
En 2010, la Legión de Cristo reconoció a los hijos y los actos de abuso sexual de Maciel, al tiempo que se desvinculó de la conducta de su fundador. Ese mismo año, la investigación de la Santa Sede sobre los Legionarios de Cristo reveló que «los gravísimos y objetivamente comportamientos inmorales» de Marcial Maciel habían sido «confirmados por testimonios incontrovertibles».

### Hijos secretos
En febrero de 2009, el periódico estadounidense The New York Times confirmó que Maciel tuvo una relación con una mujer, con quien procreó una hija de nombre Norma Hilda Rivas, cuya madre Norma Hilda Baños quedó embarazada de Maciel cuando ésta tenía 26 años, en la década de los noventa.La noticia fue confirmada por un portavoz de los Legionarios de Cristo en Roma, Paolo Scarafoni.Por otro lado, el director general de los Legionarios, Álvaro Corcuera, visitó las comunidades religiosas y seminarios de la congregación en Estados Unidos para informar a sus miembros sobre la noticia.
El 3 de marzo de 2010, en el programa radiofónica Noticias MVS con Carmen Aristegui se presentaron Blanca Estela Lara Gutiérrez y sus hijos Omar, Raúl y Cristian González Lara. Los dos últimos son hijos de Maciel, quien tuvo una relación con Blanca Lara desde que se conocieron en Tijuana en los años setenta. La señora Lara y sus hijos no se enteraron de la identidad de su padre, al que conocían como José Rivas o José González, hasta 1997, en que vieron su fotografía en la portada de la revista Contenido. En la entrevista radiofónica, Omar y Raúl González Lara narraron los abusos sexuales que realizó su padre contra ellos a lo largo de 8 años y presentaron una grabación en la que el rector de la Universidad Anáhuac reconoce en la letra de las cartas en poder de la familia González Lara la letra del fundador de la Legión de Cristo.

### Adicciones
Maciel era también adicto al demerol, un potente tranquilizante, el cual conseguía gracias a sus seminaristas, que se lo suministraban regularmente, con el pretexto de padecer dolores de espalda y cabeza. Sus mismas víctimas denunciaron su afición a la morfina.

### Plagio de obras
Maciel publicó El salterio de mis días: 98 meditaciones, que había sido el libro de cabecera de la Legión de Cristo. Después se supo que Maciel lo había plagiado en más del 80% del Salterio de mis horas, un texto escrito por el abogado y político católico Luis Lucia Lucia (1888-1943) y publicado en 1956.Este plagio ya ha sido admitido públicamente por la congregación religiosa y la noticia ha sido publicada en diversos medios, como el diario español El Mundo en diciembre de 2009.

### Impacto en sus seguidores
En una carta firmada por dos directores territoriales de la Legión de Cristo en Estados Unidos, dirigida a los miembros y amigos de la congregación y Regnum Christi, los legionarios reconocen «graves fallos» en su fundador y dicen que han retirado fotografías suyas en sus centros y que editan sus páginas en Internet «para asegurar que no existan referencias inapropiadas sobre el padre Maciel». Según Europa Press, en la misiva firmada por los religiosos Scott Reilly y Julio Martí, se solidarizan con quienes han sufrido «por las conductas sexuales de su fundador» y dicen que «como sacerdotes, nuestros corazones están con todos aquellos que han sufrido o se han escandalizado por estas acciones». Asimismo pidieron disculpas en nombre del director de la Legión, Álvaro Corcuera, quien «ha comenzado a encontrarse personalmente y en privado con quienes él sabe han sufrido más, ofreciéndoles una sentida disculpa y consuelo».
El 3 de marzo de 2010 la Oficina de Comunicación de los Legionarios de Cristo reconoció los abusos de Marcial Maciel por medio de un comunicado —a raíz de la aparición en público de tres de sus hijos— donde menciona lo siguiente:

Comprendiendo las difíciles circunstancias que han vivido y están viviendo. Los legionarios de Cristo en los últimos años hemos ido conociendo progresivamente, con sorpresa y con gran dolor aspectos ocultos de la vida del padre Maciel.

## Familia
| Familia de Marcial Maciel |                       |                       |                       |                                                       |                                                       |                                                       |                                                       |                                                       |                                                       |                          |                          |                          |                          |                           |                           |                                                 |                                                 |                                                 |                                                 |                                                 |                                                 |  |  |                                                  |                                                  |                                                  |                                                  |                                                  |                                                  |                           |                           |                        |                        |                        |                        |                        |                        |                                                                |  |                           |                           |                           |                           |                           |                           |
| \| \| \| \| \| \| \| \| \| \| \| \| \| \| \| Prudencio Guízar González \| Prudencio Guízar González \| Prudencio Guízar González \| Prudencio Guízar González \| Prudencio Guízar González \| Prudencio Guízar González \| \| \| \| \| \| \| Natividad Valencia Vargas \| Natividad Valencia Vargas \| Natividad Valencia Vargas \| Natividad Valencia Vargas \| Natividad Valencia Vargas \| Natividad Valencia Vargas \| \| \| \| \| \| \| \| \| \| \| \| \| \| \| \| \| \| \| \| \| \| \| \| \| \| \| \| \| \| Prudencio Guízar González \| Prudencio Guízar González \| Prudencio Guízar González \| Prudencio Guízar González \| Prudencio Guízar González \| Prudencio Guízar González \| \| \| \| \| \| \| Natividad Valencia Vargas \| Natividad Valencia Vargas \| Natividad Valencia Vargas \| Natividad Valencia Vargas \| Natividad Valencia Vargas \| Natividad Valencia Vargas \| \| \| \| \| \| \| \| \| \| \| \| \| \| \| \| \| \| \| \| \| \| \| \| \| \| \| \| \| \| \| \| \| \| \| \| \| \| \| \| \| \| \| \| \| \| \| \| \| \| \| \| \| \| \| \| \| \| \| \| \| \| \| \| \| \| \| \| \| \| \| \| \| \| \| \| \| \| \| \| \| \| \| \| \| \| \| \| \| \| \| \| \| \| \| \| \| \| \| \| \| \| \| \| \| \| \| \| \| \| Luisa Barragán Chávez \| Luisa Barragán Chávez \| Luisa Barragán Chávez \| Luisa Barragán Chávez \| Luisa Barragán Chávez \| Luisa Barragán Chávez \| \| \| Emiliano Guízar Valencia \| Emiliano Guízar Valencia \| Emiliano Guízar Valencia \| Emiliano Guízar Valencia \| Emiliano Guízar Valencia \| Emiliano Guízar Valencia \| \| \| San Rafael Guízar y Valencia Obispo de Veracruz \| San Rafael Guízar y Valencia Obispo de Veracruz \| San Rafael Guízar y Valencia Obispo de Veracruz \| San Rafael Guízar y Valencia Obispo de Veracruz \| San Rafael Guízar y Valencia Obispo de Veracruz \| San Rafael Guízar y Valencia Obispo de Veracruz \| \| \| Antonio Guízar y Valencia Arzobispo de Chihuahua \| Antonio Guízar y Valencia Arzobispo de Chihuahua \| Antonio Guízar y Valencia Arzobispo de Chihuahua \| Antonio Guízar y Valencia Arzobispo de Chihuahua \| Antonio Guízar y Valencia Arzobispo de Chihuahua \| Antonio Guízar y Valencia Arzobispo de Chihuahua \| \| \| Maura Guízar Valencia \| Maura Guízar Valencia \| Maura Guízar Valencia \| Maura Guízar Valencia \| Maura Guízar Valencia \| Maura Guízar Valencia \| \| \| Santos Degollado Carranza \| Santos Degollado Carranza \| Santos Degollado Carranza \| Santos Degollado Carranza \| Santos Degollado Carranza \| Santos Degollado Carranza \| \| Luisa Barragán Chávez \| Luisa Barragán Chávez \| Luisa Barragán Chávez \| Luisa Barragán Chávez \| Luisa Barragán Chávez \| Luisa Barragán Chávez \| \| \| Emiliano Guízar Valencia \| Emiliano Guízar Valencia \| Emiliano Guízar Valencia \| Emiliano Guízar Valencia \| Emiliano Guízar Valencia \| Emiliano Guízar Valencia \| \| \| San Rafael Guízar y Valencia Obispo de Veracruz \| San Rafael Guízar y Valencia Obispo de Veracruz \| San Rafael Guízar y Valencia Obispo de Veracruz \| San Rafael Guízar y Valencia Obispo de Veracruz \| San Rafael Guízar y Valencia Obispo de Veracruz \| San Rafael Guízar y Valencia Obispo de Veracruz \| \| \| Antonio Guízar y Valencia Arzobispo de Chihuahua \| Antonio Guízar y Valencia Arzobispo de Chihuahua \| Antonio Guízar y Valencia Arzobispo de Chihuahua \| Antonio Guízar y Valencia Arzobispo de Chihuahua \| Antonio Guízar y Valencia Arzobispo de Chihuahua \| Antonio Guízar y Valencia Arzobispo de Chihuahua \| \| \| Maura Guízar Valencia \| Maura Guízar Valencia \| Maura Guízar Valencia \| Maura Guízar Valencia \| Maura Guízar Valencia \| Maura Guízar Valencia \| \| \| Santos Degollado Carranza \| Santos Degollado Carranza \| Santos Degollado Carranza \| Santos Degollado Carranza \| Santos Degollado Carranza \| Santos Degollado Carranza \| \| \| \| \| \| \| \| \| \| \| \| \| \| \| \| \| \| \| \| \| \| \| \| \| \| \| \| \| \| \| \| \| \| \| \| \| \| \| \| \| \| \| \| \| \| \| \| \| \| \| \| \| \| \| \| \| \| \| \| \| \| \| \| \| \| \| \| \| \| \| \| \| \| \| \| \| \| \| \| \| \| \| \| \| \| \| \| \| \| \| \| \| \| \| \| \| \| \| \| Luis Guízar Barragán Obispo de Campeche y de Saltillo \| Luis Guízar Barragán Obispo de Campeche y de Saltillo \| Luis Guízar Barragán Obispo de Campeche y de Saltillo \| Luis Guízar Barragán Obispo de Campeche y de Saltillo \| Luis Guízar Barragán Obispo de Campeche y de Saltillo \| Luis Guízar Barragán Obispo de Campeche y de Saltillo \| \| \| \| \| \| \| \| \| \| \| \| \| \| \| Jesús Degollado Guízar General cristero \| Jesús Degollado Guízar General cristero \| Jesús Degollado Guízar General cristero \| Jesús Degollado Guízar General cristero \| Jesús Degollado Guízar General cristero \| Jesús Degollado Guízar General cristero \| \| \| Maura Degollado Guízar \| Maura Degollado Guízar \| Maura Degollado Guízar \| Maura Degollado Guízar \| Maura Degollado Guízar \| Maura Degollado Guízar \| \| \| Francisco Maciel Farías \| Francisco Maciel Farías \| Francisco Maciel Farías \| Francisco Maciel Farías \| Francisco Maciel Farías \| Francisco Maciel Farías \| \| \| \| \| \| Luis Guízar Barragán Obispo de Campeche y de Saltillo \| Luis Guízar Barragán Obispo de Campeche y de Saltillo \| Luis Guízar Barragán Obispo de Campeche y de Saltillo \| Luis Guízar Barragán Obispo de Campeche y de Saltillo \| Luis Guízar Barragán Obispo de Campeche y de Saltillo \| Luis Guízar Barragán Obispo de Campeche y de Saltillo \| \| \| \| \| \| \| \| \| \| \| \| \| \| \| Jesús Degollado Guízar General cristero \| Jesús Degollado Guízar General cristero \| Jesús Degollado Guízar General cristero \| Jesús Degollado Guízar General cristero \| Jesús Degollado Guízar General cristero \| Jesús Degollado Guízar General cristero \| \| \| Maura Degollado Guízar \| Maura Degollado Guízar \| Maura Degollado Guízar \| Maura Degollado Guízar \| Maura Degollado Guízar \| Maura Degollado Guízar \| \| \| Francisco Maciel Farías \| Francisco Maciel Farías \| Francisco Maciel Farías \| Francisco Maciel Farías \| Francisco Maciel Farías \| Francisco Maciel Farías \| \| \| \| \| \| \| \| \| \| \| \| \| \| \| \| \| \| \| \| \| \| \| \| \| \| \| \| \| \| \| \| \| \| \| \| \| \| \| \| \| \| \| \| \| \| \| \| \| \| \| \| \| \| \| \| \| \| \| \| \| \| \| \| \| \| \| \| \| \| \| \| \| \| \| \| \| \| \| \| \| \| \| \| \| \| \| Marcial Maciel Degollado Fundador de los Legionarios de Cristo \| \| \| \| \| \| \| \| |                       |                       |                       |                                                       |                                                       |                                                       |                                                       |                                                       |                                                       |                          |                          |                          |                          |                           |                           |                                                 |                                                 |                                                 |                                                 |                                                 |                                                 |  |  |                                                  |                                                  |                                                  |                                                  |                                                  |                                                  |                           |                           |                        |                        |                        |                        |                        |                        |                                                                |  |                           |                           |                           |                           |                           |                           |
| |                       |                       |                       |                                                       |                                                       |                                                       |                                                       |                                                       |                                                       |                          |                          |                          |                          | Prudencio Guízar González | Prudencio Guízar González | Prudencio Guízar González                       | Prudencio Guízar González                       | Prudencio Guízar González                       | Prudencio Guízar González                       |                                                 |                                                 |  |  |                                                  |                                                  | Natividad Valencia Vargas                        | Natividad Valencia Vargas                        | Natividad Valencia Vargas                        | Natividad Valencia Vargas                        | Natividad Valencia Vargas | Natividad Valencia Vargas |                        |                        |                        |                        |                        |                        |                                                                |  |                           |                           |                           |                           |                           |                           |
| |                       |                       |                       |                                                       |                                                       |                                                       |                                                       |                                                       |                                                       |                          |                          |                          |                          | Prudencio Guízar González | Prudencio Guízar González | Prudencio Guízar González                       | Prudencio Guízar González                       | Prudencio Guízar González                       | Prudencio Guízar González                       |                                                 |                                                 |  |  |                                                  |                                                  | Natividad Valencia Vargas                        | Natividad Valencia Vargas                        | Natividad Valencia Vargas                        | Natividad Valencia Vargas                        | Natividad Valencia Vargas | Natividad Valencia Vargas |                        |                        |                        |                        |                        |                        |                                                                |  |                           |                           |                           |                           |                           |                           |
| |                       |                       |                       |                                                       |                                                       |                                                       |                                                       |                                                       |                                                       |                          |                          |                          |                          |                           |                           |                                                 |                                                 |                                                 |                                                 |                                                 |                                                 |  |  |                                                  |                                                  |                                                  |                                                  |                                                  |                                                  |                           |                           |                        |                        |                        |                        |                        |                        |                                                                |  |                           |                           |                           |                           |                           |                           |
| |                       |                       |                       |                                                       |                                                       |                                                       |                                                       |                                                       |                                                       |                          |                          |                          |                          |                           |                           |                                                 |                                                 |                                                 |                                                 |                                                 |                                                 |  |  |                                                  |                                                  |                                                  |                                                  |                                                  |                                                  |                           |                           |                        |                        |                        |                        |                        |                        |                                                                |  |                           |                           |                           |                           |                           |                           |
| Luisa Barragán Chávez | Luisa Barragán Chávez | Luisa Barragán Chávez | Luisa Barragán Chávez | Luisa Barragán Chávez                                 | Luisa Barragán Chávez                                 |                                                       |                                                       | Emiliano Guízar Valencia                              | Emiliano Guízar Valencia                              | Emiliano Guízar Valencia | Emiliano Guízar Valencia | Emiliano Guízar Valencia | Emiliano Guízar Valencia |                           |                           | San Rafael Guízar y Valencia Obispo de Veracruz | San Rafael Guízar y Valencia Obispo de Veracruz | San Rafael Guízar y Valencia Obispo de Veracruz | San Rafael Guízar y Valencia Obispo de Veracruz | San Rafael Guízar y Valencia Obispo de Veracruz | San Rafael Guízar y Valencia Obispo de Veracruz |  |  | Antonio Guízar y Valencia Arzobispo de Chihuahua | Antonio Guízar y Valencia Arzobispo de Chihuahua | Antonio Guízar y Valencia Arzobispo de Chihuahua | Antonio Guízar y Valencia Arzobispo de Chihuahua | Antonio Guízar y Valencia Arzobispo de Chihuahua | Antonio Guízar y Valencia Arzobispo de Chihuahua |                           |                           | Maura Guízar Valencia  | Maura Guízar Valencia  | Maura Guízar Valencia  | Maura Guízar Valencia  | Maura Guízar Valencia  | Maura Guízar Valencia  |                                                                |  | Santos Degollado Carranza | Santos Degollado Carranza | Santos Degollado Carranza | Santos Degollado Carranza | Santos Degollado Carranza | Santos Degollado Carranza |
| Luisa Barragán Chávez | Luisa Barragán Chávez | Luisa Barragán Chávez | Luisa Barragán Chávez | Luisa Barragán Chávez                                 | Luisa Barragán Chávez                                 |                                                       |                                                       | Emiliano Guízar Valencia                              | Emiliano Guízar Valencia                              | Emiliano Guízar Valencia | Emiliano Guízar Valencia | Emiliano Guízar Valencia | Emiliano Guízar Valencia |                           |                           | San Rafael Guízar y Valencia Obispo de Veracruz | San Rafael Guízar y Valencia Obispo de Veracruz | San Rafael Guízar y Valencia Obispo de Veracruz | San Rafael Guízar y Valencia Obispo de Veracruz | San Rafael Guízar y Valencia Obispo de Veracruz | San Rafael Guízar y Valencia Obispo de Veracruz |  |  | Antonio Guízar y Valencia Arzobispo de Chihuahua | Antonio Guízar y Valencia Arzobispo de Chihuahua | Antonio Guízar y Valencia Arzobispo de Chihuahua | Antonio Guízar y Valencia Arzobispo de Chihuahua | Antonio Guízar y Valencia Arzobispo de Chihuahua | Antonio Guízar y Valencia Arzobispo de Chihuahua |                           |                           | Maura Guízar Valencia  | Maura Guízar Valencia  | Maura Guízar Valencia  | Maura Guízar Valencia  | Maura Guízar Valencia  | Maura Guízar Valencia  |                                                                |  | Santos Degollado Carranza | Santos Degollado Carranza | Santos Degollado Carranza | Santos Degollado Carranza | Santos Degollado Carranza | Santos Degollado Carranza |
| |                       |                       |                       |                                                       |                                                       |                                                       |                                                       |                                                       |                                                       |                          |                          |                          |                          |                           |                           |                                                 |                                                 |                                                 |                                                 |                                                 |                                                 |  |  |                                                  |                                                  |                                                  |                                                  |                                                  |                                                  |                           |                           |                        |                        |                        |                        |                        |                        |                                                                |  |                           |                           |                           |                           |                           |                           |
| |                       |                       |                       |                                                       |                                                       |                                                       |                                                       |                                                       |                                                       |                          |                          |                          |                          |                           |                           |                                                 |                                                 |                                                 |                                                 |                                                 |                                                 |  |  |                                                  |                                                  |                                                  |                                                  |                                                  |                                                  |                           |                           |                        |                        |                        |                        |                        |                        |                                                                |  |                           |                           |                           |                           |                           |                           |
| |                       |                       |                       | Luis Guízar Barragán Obispo de Campeche y de Saltillo | Luis Guízar Barragán Obispo de Campeche y de Saltillo | Luis Guízar Barragán Obispo de Campeche y de Saltillo | Luis Guízar Barragán Obispo de Campeche y de Saltillo | Luis Guízar Barragán Obispo de Campeche y de Saltillo | Luis Guízar Barragán Obispo de Campeche y de Saltillo |                          |                          |                          |                          |                           |                           |                                                 |                                                 |                                                 |                                                 |                                                 |                                                 |  |  | Jesús Degollado Guízar General cristero          | Jesús Degollado Guízar General cristero          | Jesús Degollado Guízar General cristero          | Jesús Degollado Guízar General cristero          | Jesús Degollado Guízar General cristero          | Jesús Degollado Guízar General cristero          |                           |                           | Maura Degollado Guízar | Maura Degollado Guízar | Maura Degollado Guízar | Maura Degollado Guízar | Maura Degollado Guízar | Maura Degollado Guízar |                                                                |  | Francisco Maciel Farías   | Francisco Maciel Farías   | Francisco Maciel Farías   | Francisco Maciel Farías   | Francisco Maciel Farías   | Francisco Maciel Farías   |
| |                       |                       |                       | Luis Guízar Barragán Obispo de Campeche y de Saltillo | Luis Guízar Barragán Obispo de Campeche y de Saltillo | Luis Guízar Barragán Obispo de Campeche y de Saltillo | Luis Guízar Barragán Obispo de Campeche y de Saltillo | Luis Guízar Barragán Obispo de Campeche y de Saltillo | Luis Guízar Barragán Obispo de Campeche y de Saltillo |                          |                          |                          |                          |                           |                           |                                                 |                                                 |                                                 |                                                 |                                                 |                                                 |  |  | Jesús Degollado Guízar General cristero          | Jesús Degollado Guízar General cristero          | Jesús Degollado Guízar General cristero          | Jesús Degollado Guízar General cristero          | Jesús Degollado Guízar General cristero          | Jesús Degollado Guízar General cristero          |                           |                           | Maura Degollado Guízar | Maura Degollado Guízar | Maura Degollado Guízar | Maura Degollado Guízar | Maura Degollado Guízar | Maura Degollado Guízar |                                                                |  | Francisco Maciel Farías   | Francisco Maciel Farías   | Francisco Maciel Farías   | Francisco Maciel Farías   | Francisco Maciel Farías   | Francisco Maciel Farías   |
| |                       |                       |                       |                                                       |                                                       |                                                       |                                                       |                                                       |                                                       |                          |                          |                          |                          |                           |                           |                                                 |                                                 |                                                 |                                                 |                                                 |                                                 |  |  |                                                  |                                                  |                                                  |                                                  |                                                  |                                                  |                           |                           |                        |                        |                        |                        |                        |                        |                                                                |  |                           |                           |                           |                           |                           |                           |
| |                       |                       |                       |                                                       |                                                       |                                                       |                                                       |                                                       |                                                       |                          |                          |                          |                          |                           |                           |                                                 |                                                 |                                                 |                                                 |                                                 |                                                 |  |  |                                                  |                                                  |                                                  |                                                  |                                                  |                                                  |                           |                           |                        |                        |                        |                        |                        |                        | Marcial Maciel Degollado Fundador de los Legionarios de Cristo |  |                           |                           |                           |                           |                           |                           |